# Triphasia
Triphasia Lour. è un genere di piante della famiglia delle Rutacee (sottofamiglia Aurantioideae).

## Tassonomia
Il genere comprende le seguenti specie:
- Triphasia brassii (C.T.White) Swingle
- Triphasia grandifolia Merr.
- Triphasia trifolia (Burm.f.) P.Wilson